# Wiener Izsák
Wiener Izsák (?, 1780 körül – Ürmény, 1867) magyarországi zsidó rabbi, Ürmény (ma Mojmírovce, Szlovákia) település rabbija, egyházi író. Wiener Simon lovasberényi rabbinak fia volt. Felesége révén Herzog Jakab abonyi rabbinak lett a veje. Harminc éven át látta el az Ürményi Hitközség vezetését. Írásai Jad va-Sém és Kol Nehi címen jelentek meg.